# Flavio Rodríguez Benito
Flavio Rodríguez Benito (Oviedo, 1971) es un músico español, acreditado como Maestro Gaitero.

## Trayectoria
En 1991 fue acreditado como Maestro Gaitero por la Consejería de Cultura del Gobierno del Principado de Asturias, y en la actualidad es también Profesor de flauta travesera diplomado por el Conservatorio Superior de Música de la Mancomunidad del Nalón.
Dirigió la Banda de Gaites Xaranzana (Oviedo) entre los años 1988 y 1998, al tiempo que era miembro de los grupos de investigación etnográfica Los Urogallos y L'Andecha Folclor, ambos de Oviedo, participando en el equipo de transcripción de la música de sus archivos y en la grabación de varios discos.
Fue Secretario del Concejo de Gaiteros Asturianos (CGA) entre los años 1991 y 1993, así como Profesor de gaita y Director de la banda de gaitas de la Asociación Cultural Xana de Perlora (Carreño, Principado de Asturias), entre los años 1995 y 1997, con los que participó en la grabación de varios discos con temas de los mismos.
Simultáneamente fue profesor de gaita en varios concejos de Asturias (Cangas de Narcea, Carreño, Gozón, Piloña, Riosa y Oviedo), e impartió cursos en varios Centros Asturianos de todo el mundo (Buenos Aires, La Habana, Lausane, Santiago de Chile, Ginebra y Zaragoza).
Entre los años 1992 y 1997 formó parte del grupo de música folk Llan de Cubel, con el que realizó giras por todo el mundo y grabó los discos L'Otru llau de la mar y IV. En 1998 graba el tema Ecos de la Quintana en el disco Naciones Celtas. Volumen II, tema con tintes experimentales en este contexto. Fue Secretario de AEMMDAS (Asociación de Escuelas Municipales de Música y Danza del Principado de Asturias) entre los años 2000 y 2003.
Desde 2001 es profesor de la Escuela de Asturianía, dependiente del Consejo de Comunidades Asturianas del Principado de Asturias. En el año 2002 presentó su método para la formación de músicos de gaita asturiana denominado Curso de gaita asturiana (Ediciones Trabe).
Este mismo año 2002 publicó su primer disco en solitario: Mara, dedicado a su hija (Mara). En 2003 compuso por encargo del grupo de teatro Pausa, la banda sonora para la obra de Alejandro Casona La dama del alba con la que gana el Premio Asturias de Teatro, otorgado por el Gobierno del Principado de Asturias. Además, colaboró en la grabación de los discos Revolución Celta, del grupo de música folk de Buenos Aires Fardaxu, y Tocandar, del grupo de percusión tradicional portuguesa Tocandar.
Este mismo año participó en el espectáculo de música y poesía patrocinado por la Consejería de Cultura del Gobierno del Principado de Asturias, junto con los escritores asturianos Berta Piñán y Xuan Bello, en la exposición Expolingua de París, y en el Festival Intercéltico de Lorient.
En 2004 publica el disco-libro Cuadernos de Folclore “Homenaje a Manolo del Campo" (Editado por el Consejo de Comunidades Asturianas), y participó en la grabación del primer DVD de Tocandar.
A comienzos del año 2005 publicó su trabajo discográfico, La voz del ríu (Fonoastur), obra íntegramente compuesta sobre la poesía de Xuan Bello.
Es Director de la Banda de Gaitas La Raitana, de Nava y Piloña (Principado de Asturias), con la que a finales de 2002 presentó el disco De la revuelta a la marea, y es también profesor de gaita y director de la escuela municipal de música de Nava (Principado de Asturias).
En mayo de 2007, también con la Banda de Gaitas La Raitana, presentó en el Conservatorio Superior de Música "Eduardo Martínez Torner" (Oviedo) el disco Moh.ito.
En 2008 comienza a colaborar con el grupo musical asturiano de tendencias ska/folk, Dixebra, tanto para conciertos en directo como para la grabación de temas en estudio.
En marzo de 2009 publica a través de la Editorial Trabe el libro didáctico para estudiantes de gaita asturiana titulado El Repertoriu de Gaita Asturiana nel Cancioneru de Torner, basado en la obra Cancionero Musical de la Lírica Popular Asturiana del musicólogo, compositor y concertista asturiano Eduardo Martínez Torner.

## Discografía
- Banda de gaitas "Xaranzana": III Alcuentros de bandes de gaites (Fonoastur, 1992)
- Llan de Cubel: L´otru llau de la mar (Fonoastur, 1992)
- XXV Festival Interceltique de Lorient (Virgin, 1995)
- Llan de Cubel: IV (Fonoastur, 1995)
- El son nel romanceru tradicional asturianu " Grupo Cultural Xana" (Fonoastur, 1996)
- El son nos bailles corridos "Grupo Cultural Xana" (Fonoastur, 1997)
- Naciones Celtas. Volumen II: Ecos de la quintana (Fonomusic, 1998)
- El son nel romanceru tradicional asturianu II "Grupo Cultural Xana" (Fonoastur, 1998)
- Cancios per Navidá "Andecha Folclor d´Uviéu" (Editora del Norte, 1998).
- Mara (Fonofolk, 2002)
- Banda de gaitas "La Raitana": De la revuelta a la marea (Fonofolk, 2002).
- Banda de gaitas "La Raitana": Moh.ito (Fonofolk, 2007).

## Listado de temas grabados por disco
- Llan de Cubel: "L'otru llau de la mar"

1. El xarreru (Pasacáis del Xarreru - Muñeires de Bual - Muliñeira d´Os Ozcos)
2. L´otru llau de la mar (Rondes de La Borbolla - La Cabraliega)
3. San Roque (Saltón de Meres - Alborada de Rendueles - Marcha d´Arnao - Marcha de San Roque)
4. Tendéi les redes (Marcha de San Pedru - Marcha del dos de mayu - Les redes)

- Llan de Cubel: "IV"

1. Cabraliega
2. La molinera
3. Pasucáis de Margolles/Pasucáis de Xuan Martín/Muñera de Casu
4. Alborada d´Amandi/Entemediu de Nemesio/Alborada´l Tigre Xuan
5. Fandangu puntiáu/Alborada asturiana
6. Muñeres de Tormaleo y d´Os Ozcos

- Solitario (Flavio Benito): "Mara"

1. Muñeires
2. Valdeflora
3. Xotes
4. Alborada
5. L'añada
6. Dime xilguerín parleru
7. Aguiar 2003
8. Saltón
9. Durmi neñu
10. Rumba D'Ibias
11. Les mudances
12. Mara

- Banda de Gaitas La Raitana: "De la revuelta a la marea"

1. La Guía/L´allegría
2. Dosibemol
3. Mara
4. Amiestu asturianu
5. Aguiar 203
6. Sones de Cangas
7. Mocina dame un besín
8. Xota de Bual
9. Dime Xilguerín parleru/Canteros de Covadonga
10. Alborada de Villanueva
11. Añada
12. Celtic
13. Look for us in Pernambuco/Bucáinos en Pernambuco

- Banda de Gaitas La Raitana: "Moh.ito"

1. Gaztelugatxeko Martxa
2. Moh.ito
3. Alboraes&Muñera
4. Muñera asturiana
5. Ca la Balbina
6. Polka pa Solis
7. Nuberu
8. La jota y el resallu
9. Habanera guajira
10. Solu de percusión
11. Canción triste